# Riad Nurmohamed
Riad Jozef Nurmohamed (Paramaribo, 25 juni 1974) is een Surinaams wetenschapper en politicus. Hij is docent en onderzoeker aan de Anton de Kom Universiteit van Suriname. Van 2015 tot 2020 was hij lid van de De Nationale Assemblée voor de Vooruitstrevende Hervormings Partij (VHP). Van 2020 tot 2025 was hij minister van Openbare Werken in het kabinet-Santokhi.

## Biografie
Nurmohamed leerde technisch tekenen aan de Anton de Kom Universiteit van Suriname (AdeKUS) en slaagde daar in 1998 voor zijn bachelorgraad in civiele techniek. Hij ging daarna met behulp van een studiebeurs naar België voor vervolgstudie in water resources management aan de Vrije Universiteit Brussel en de Katholieke Universiteit Leuven. Hier behaalde hij in 1999 een diploma en een jaar later zijn master. Vervolgens keerde hij terug naar Suriname waar hij in 2008 aan de technische faculteit van de AdeKUS promoveerde als Doctor of Philosophy (Ph.D.). Ondertussen is hij sinds 1998 aan deze universiteit verbonden als docent en onderzoeker en van 2000 tot 2003 aan het Polytechnic College Suriname, eveneens in Paramaribo. Daarnaast voert hij tal van nevenactiviteiten uit, zoals het adviseren van de minister van Openbare Werken.
Tijdens zijn bachelorstudie volgde hij verschillende kadertrainingen van de VHP. Na zijn studie in België werd hij gevraagd om in de Adviesraad zitting te nemen. Hierna werd hij gevraagd om het ondervoorzitterschap van het Wetenschappelijk Bureau van de partij op zich te nemen. Later werd hij voorzitter van het Jnan Adhin Kennisinstituut, dat eveneens deel uitmaakt van de VHP.
Tijdens de parlementsverkiezingen van 2015 werd hij gekozen als lid van De Nationale Assemblée (DNA) voor de VHP Hij is sceptisch over het functioneren van de Assmblée, waarover hij in 2019 zei: "Voor lessen in worst management moet je bij DNA zijn." 
Op 16 oktober 2019 was hij een van de vier VHP-leden die aangifte deden bij het openbaar ministerie tegen de minister van Financiën, Gillmore Hoefdraad. Zij beschuldigen hem van het overtreden van het wettelijk vastgelegde schuldplafond. De NDP reageerde twee weken later met een initiatiefwet die de strafbepaling hiertegen uit de wet schrapte.
Tijdens de verkiezingen van 2020 was hij opnieuw kandidaat voor de VHP in Paramaribo en werd hij herkozen voor een zetel in DNA. Op 16 juli 2020 werd hij beëdigd tot minister van Openbare Werken in het kabinet-Santokhi.